# مصطلحات الخيميائي الفولاذي

## الخيمياء
في عالم الخيميائي الفولاذي، الخيمياء هي فن وعلم التلاعب والتغيير في المادة باستخدام الطاقة الطبيعية؛ هذه العملية المُسماة التحويل وتتسلسل بثلاث مراحل:
1. مرحلة الفهم: فهم تركيب المادة المُراد تحويلها وتكوينها.
2. مرحلة التفكيك: استخدام الطاقة لتحطيم المادة فيزيائيًا لمرحلة يسهل فيها إعادة تشكيلها.
3. مرحلة إعادة التركيب: الاستمرام في استخدام الطاقة بغية إكمال تحويل المادة لشكلها الجديد.

الخيمياء رغم قوتها إلى أنها محدودة بعدة أمور، فلا يمكن إنشاء مادة من العدم، ولا يُمكن زيادة أو إنقاص كتلة المادة المُراد تحويلها، ولا يُمكن إجرائها دون وجود دائرة التحويل.

## دائرة التحويل
دائرة تحتوي على أشكال هندسية بداخلها ضرورية لإجراء عملية التحويل. يمكن رسم الدائرة بأية طريقة؛ فيُمكن استعمال الدم والطبشور والأقلام والحفر وغيرها. كما يُمكن رسمها مُسبقًا على القفازات واليد مثلًا.

## مبدأ التبادل المتساوي
مبدأ الخيمياء الأساسي وينص على أن الخيميائي لا يستطيع خلق مادة من العدم، أو زيادة كتلة المادة المُحولة أو إنقاصها، فلا يُمكن تحويل كيلوگرام من الذهب إلى كيلوگرامين.

## بوابة الحقيقة
هو المكان الذي يدخله الشخص اللذي يقوم بالتحويل البشري، ويكون كامل البياض وبه بوابة بها الاجزاء اللتي اخذت من الشخص اللذي قام بالتحويل البشري 

## الخيمياء الشرقية
تسمى أيضا بالفنون التطهيريه في بلاد زينينغ

## هومنكلس
وهم الكائنات الخالدة التي تصنع عن طريق حجر الفلاسفة واراد عديد من خيميائيين صنعه لكن فشلوا

## كميرا
هي مخلوقات تتم صناعتها بواسطة الخيميائيين وهي عبارة عن انسان ممتزج ب حيوان

## وشم أوروبُرُس
هو وشم غامض باللون الأحمر يظهر على جلد الهومنكولوس على شكل ثعبان أو تنين يأكل ذيله ويرمز للخلود والاتحاد.
الأوربوروس هو رمز قديم يصور الثعبان أو التنين يتناول ذيله. يعود منشؤها إلى الايقونية المصرية القديمة، دخل الأوربوروس التقليد الغربي عبر التقاليد السحرية اليونانية واعتمد كرمز في الغنوصية وهرمسية وبالأخص في الكيمياء. المصطلح مشتق من (بالإغريقية: οὐροβόρος)، من οὐρά ، «الذيل» + ράορά ، «طعام». وفقا لتعالم مدام بلافاتسكي فان الاوربوروس يرمز إلى:
الخلود (الابدية)، مثل الهندوسية حيث ان الثعبان الكبير (انانتا شيشا) يتم تصويره بسبع رؤوس ويصوره آخرون بالف رأس، حيث يمثل الخلود ولانهائية نفسه.
دورة لا تنتهي من التطور داخل الابدية (الخلود)
«دائرة الضرورة» عند المصريين أو التجسدات (التقمصات) المتعددة للروح خلال الرحلة الدورية للتطور، دوريا يخلع الإنسان جسمه الوقتي، كما عند الافعى حيث تخلع جلدها على نحو دوري.
الحكمة، فالثعبان كانت دائما رمزا كبيرا للحكمة في جميع الامم على مر التاريخ ومبجلة عند الاديان والفلسفات العالمية، حيث نرى ان المسيح قال معيدا لنا هذه الفكرة القديمة (كونوا حكماء كالحيات وغير ضارين كالحمام). في اللغة السنسكريتية كلمة (naga) تعني افعى، وهي مرادفة لكلمة (البدء) التي بدأ الشروع في الجمعيات السرية والباطنية.
الدائرة أيضا هي رمز قديم من رموز الكمال.
نسخة من رسم 1478 لثيودوروس بيليكانوس من ورقة كيميائية نسبت إلى سينيسيوس
معرض صور

## خيميائي حكومي ل
ويدعونهم كلاب الجيش وهم خيميائيون مؤهلون للمهمات الصعبة

## حجر الفلاسفة
يصنعه كبار القادة لغرض الخلود وصنع الهمونكلس 
و يتم صنع حجر الفلاسفة بواسطة بشر احياء

## التحويل البشري
امر محظور تماما لدى الخيميائيين فهو عبارة عن محاولة إعادة الميت للحياة عن طريق دائرة تحويل